# Трегубенко, Александр Фёдорович
Александр Фёдорович Трегубенко (14 апреля 1904, Новочеркасск — 20 июня 1963, Запорожье) — советский руководитель производства, директор завода «Днепроспецсталь» (1939—1941, 1945—1962), лауреат Ленинской премии (1963).

## Биография
Родился 14 апреля 1904 года.
В 1920—1924 годах — токарь железнодорожных мастерских в Ростове-на-Дону. В 1924 году вступил в ВКП(б) и до 1930 года находился на руководящей комсомольской работе. В 1926—1928 годах служил в РККА.
В 1934 году окончил Днепропетровский металлургический институт. В 1934—1939 годах работал на инженерных и руководящих должностях на комбинате «Запорожсталь».
В 1939—1962 годах — первый директор завода «Днепроспецсталь» (в 1941—1945 годах — в эвакуации в Сибири в Сталинске).
Депутат Верховного Совета УССР III и IV созывов.
Умер 20 июня 1963 года.

## Награды, память

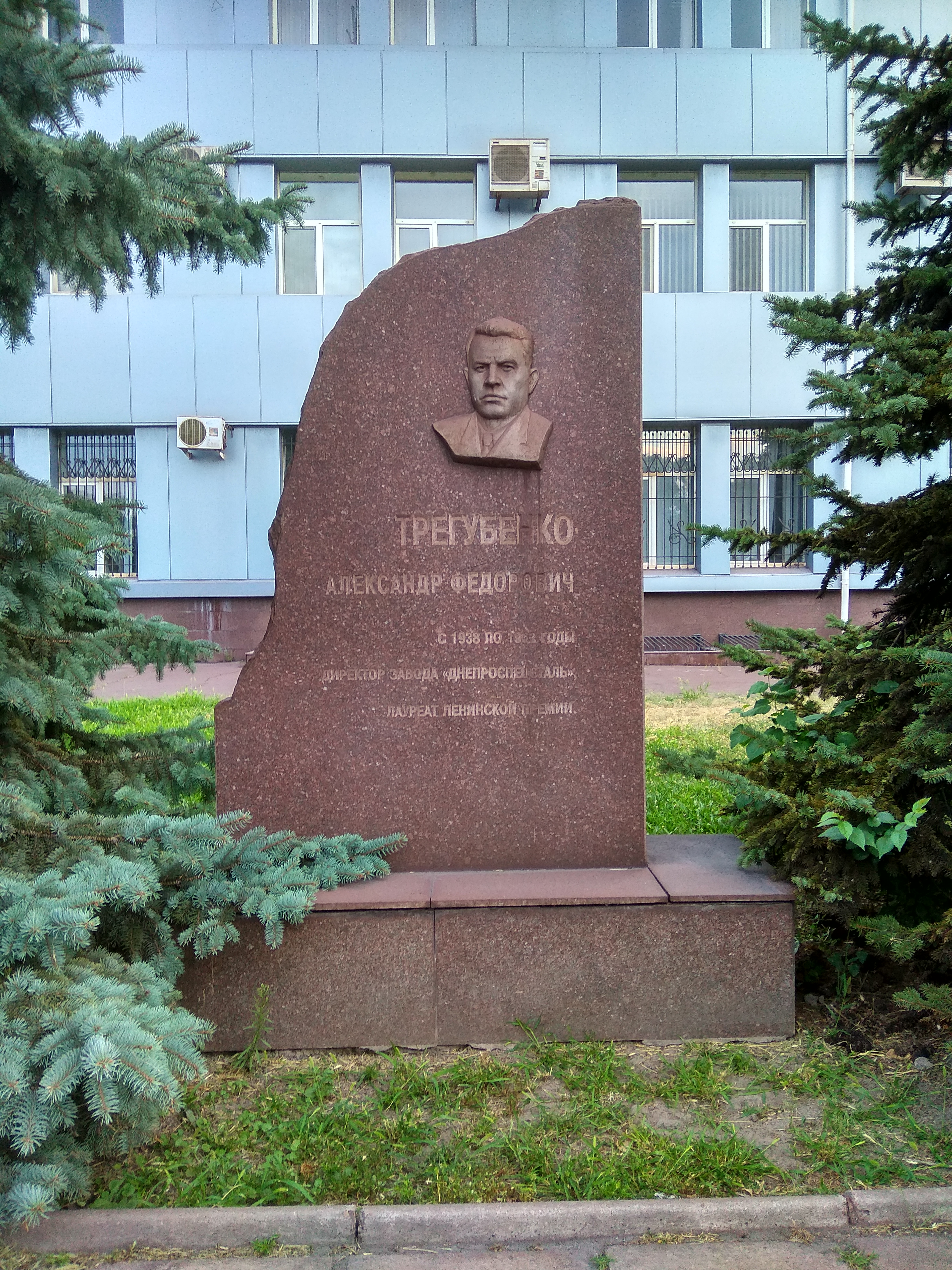
Памятник возле завода «Днепроспецсталь»

- Ленинская премия 1963 года (вместе с Ю. А. Шульте) — за участие в разработке и внедрении в промышленность принципиально нового высокоэффективного способа повышения качества сталей и сплавов путём электрошлакового переплава[2].
- Два ордена Ленина (1945, 1958)[3][4].
- Три ордена Трудового Красного Знамени (в том числе 1939)[5][6].
- В Запорожье в честь Трегубенко названа улица.